# شبکه سلامت اسکاربرو
شبکه سلامت اسکاربرو (انگلیسی: Scarborough Health Network) یک شبکهٔ بیمارستانی در منطقهٔ اسکاربرو در تورنتو است که وابسته به دانشکدهٔ پزشکی دانشگاه تورنتو است.
از سال ۲۰۱۹ بخش‌های کودکان و زایمان این بیمارستان تعطیل شد. شبکه سلامت اسکاربرو قصد دارد تا تا سال ۲۰۳۱ میلادی، تعداد بیمارستان‌های تابعه‌اش را از سه به دو کاهش دهد و این بدان معناست که یکی از سه بیمارستان زیر برای همیشه بسته خواهد شد.

## بیمارستان‌های تابعه
- بیمارستان عمومی اسکاربرو
- بیمارستان سنتیناری
- بیمارستان برچمانت